# Egeria
Egeria là một chi thực vật có hoa trong họ Hydrocharitaceae.